# Южне (Азовський німецький національний район)
Южне (рос. Южное) — присілок у Азовському німецькому національному районі Омської області Російської Федерації.
Орган місцевого самоврядування — Азовське сільське поселення. Населення становить 247 осіб.

## Історія
Згідно із законом від 30 липня 2004 року органом місцевого самоврядування є Азовське сільське поселення.

## Населення
| 2002 | 2010 |
| ---- | ---- |
| 242  | ↗247 |